# DMG MORI Digital
DMG MORI Digital株式会社（ディーエムジーモリデジタル、英文社名：DMG MORI Digital CO., LTD.）は、北海道札幌市に本社を置く、日本のコンピュータ関連企業。

## 概要
青木由直が設立した北海道マイクロコンピュータ研究会に参加する、北海道大学工学部電子工学科の学生だった服部裕之、村田利文、若生英雅、木村真により、1977年（昭和52年）にソフトハウスとして創業され、1980年（昭和55年）に4人の共同出資でビー・ユー・ジーが設立された。社名はコンピューターのプログラムミスを意味するバグから取られ、ミスのないようにと自戒的な意味も込められた。
のちにJR札幌駅前にソフトフロントなどのIT企業が集積したサッポロバレーの企業群の源流の1つとなり、研究会設立者の青木はサッポロバレー発展形成に関する貢献が評価され、情報処理学会フェローの称号を受けている。
技術力の高さは業界でも有名であり、過去にはソニーの8ビットパソコンSMC-70のモニタ並びにBASICインタープリタの開発を受託したり、NTT-TE東京と共同で、ISDNブームの火付け役となったターミナルアダプタ「MN128」シリーズを開発したり、WWWオートパイロットソフト「波乗野郎」を開発したことなどで知られる。ハドソン社とともにIT産業の集積地であるサッポロバレー誕生の基礎となった企業でもある。
2010年ビー・ユー・ジーが研究・開発に協力したMPCが、国際宇宙ステーションの映像伝送能力を飛躍的に進歩させたとして、JAXAと共にNASAからGroup Achievement Award (NASA Group Achievement Award) を授与された。

## 沿革
- 1977年（昭和52年） - 個人経営のソフトハウスとしてB.U.Gを創業[3]
- 1980年（昭和55年） - 株式会社ビー・ユー・ジー設立
- 1982年（昭和57年） - SMC-70用モニタ、並びにBASICインタープリタの開発[8]。気象衛星ひまわり気象画像処理装置開発[9]。
- 1988年（昭和63年） - 本社/研究所を「札幌テクノパーク」に新築
- 1993年（平成5年）
  - デジタルビデオアクセラレータ「DeskStudio」米国ラディウス社と共同開発
  - 関連会社バイスのサテライト事業部が世界初の全編CGによる連続アニメ番組「ビット・ザ・キューピッド」をグループ・タックと共同で制作開始
- 1994年（平成6年） - Macintosh用開発環境「CodeWarrior」日本総代理店業務開始
- 1995年（平成7年）
  - NTT-TE東京（後のNTT-ME）と共同でISDNターミナルアダプタ「MN128」シリーズを開発・発売（ - 2003年（平成15年））
  - アーティスト立花ハジメ氏と、Adobe Illustrator対応プラグインモジュール「SiNYO Beta」を共同開発
- 1996年（平成8年）
  - WWWオートパイロットソフト「波乗野郎」を発売。日経優秀製品サービス賞優秀賞受賞（ - 2001年（平成13年））
  - プレイステーション用タイトル統合開発環境「CodeWarrior for PlayStation」販売開始
  - バイスが「CodeWarriorセンター」開設
- 2000年（平成12年） - 衛星通信を利用した気象観測システム「OC-200W」開発
- 2005年（平成17年） - NHK放送技術研究所が開発を進めているスーパーハイビジョンの映像送出システム開発に参画
- 2007年（平成19年） - ハイビジョン信号変換装置開発、スペースシャトル・ディスカバリーに搭載
- 2008年（平成20年）
  - 森精機製作所（現・DMG森精機）と資本・業務提携実施を行う[10]
  - 12月 - バイスが営業休止
- 2010年（平成22年） - JAXAとビー・ユー・ジーの共同チームが、国際宇宙ステーションの映像伝送能力を飛躍的に進歩させたとして、NASAからGroup Achievement Awardを授与される。
- 2013年（平成25年） - 森精機の完全子会社化により4月1日より社名を「株式会社ビー・ユー・ジー」から「ビー・ユー・ジー森精機株式会社」へ変更[11]
- 2015年（平成27年） - 8月1日より社名を「ビー・ユー・ジー森精機株式会社」から「ビー・ユー・ジーDMG森精機株式会社」へ変更
- 2023年（令和5年） - 1月1日付で社名を「DMG MORI Digital株式会社」へ変更[12]